# Kilrush
Kilrush (irl. Cill Rois) – przybrzeżne miasto w hrabstwie Clare w Irlandii, położone przy ujściu rzeki Shannon.

## Współpraca
- Plouzané, Francja